# Caccodes balloui
Caccodes balloui is een keversoort uit de familie soldaatjes (Cantharidae). De wetenschappelijke naam van de soort werd in 1923 gepubliceerd door Mutchler.